# SV Langendreer 04
SV Langendreer 04 is een Duitse sportclub uit Langendreer, een stadsdeel van Bochum, Noordrijn-Westfalen. De club is het meest bekend voor zijn voetbalafdeling, maar is ook actief in zwemmen, atletiek, volleyball, tennis en sport voor hartpatiënten.

## Geschiedenis
De club werd in 1904 opgericht als FC Langendreer 04, toen Langendreer nog een zelfstandige gemeente was. De club was aangesloten bij de West-Duitse voetbalbond en speelde vaak in de hoogste klasse tot aan de invoering van de Gauliga in 1933. Hierna duurde het een tijdje vooraleer de club weer van zich liet horen. In 1957 promoveerde de club naar de Verbandsliga, derde klasse en versloeg in de DFB-Pokal, landskampioen Borussia Dortmund en ook eersteklasser Preußen Münster. Na enkele seizoenen degradeerde de club weer.
In 1983 en 1998 promoveerde de club naar de Oberliga Westfalen, maar degradeerde telkens na één seizoen. Na een aantal degradaties speelt de club tegenwoordig in de laagste reeksen.